# Ассия Джебар
Ассия Джебар (фр. Assia Djebar, бербер. ⴰⵙⵢⴰ ⴷⵊⴱⴰⵔ), собственно Фатима Зохра Ималаен, фр. Fatima-Zohra Imalayen, 30 июня 1936, Шершель — 6 февраля 2015, Париж) — алжирская писательница и кинорежиссёр. Основные темы её романов — Алжирская война и положение женщины-мусульманки.

## Биография и творчество
Ассия Джебар родилась в 1936 году в семье учителя французского языка. С 1980 года жила во Франции. Член Королевской академии французского языка и литературы Бельгии.
Большинство её работ — о трудностях женщин с точки зрения феминистки. Автор романов «Жажда» (1957), «Алжирские женщины на своей половине дома» (1980), «Любовь, фантазия» (1985), «Далеко от Медины» (1991), «Огромная тюрьма» (1995).
В 1969 году публикуется написанная Ассией Джебар в соавторстве с Уахидом Карном пьеса «Красная заря». 40 персонажей объёмной пьесы представляют практически все население Алжира времени войны за независимость. Из четырёх главных героев ведущая роль отведена Поэту — слепому сказителю с мандолиной на площади провинциального городка. Поэт читает классические стихи, слышит на площади стрельбу и помогает скрыться юноше, застрелившему предполагаемого предателя. Юноша уходит в горы, а Поэт сам берёт в руки оружие, убивает одного из патрульных и после пыток подвергается казни.
В масштабном эпическом романе «Любовь и фантазия» (1985, включён в список 12 лучших африканских книг XX века) Ассия Джебар соединяет два параллельных временных плана: историческую хронику завоевания французами Алжира во второй четверти XIX века и личную биографию героини, живущей во время Алжирской войны 1950-х годов. Жуткие, кошмарные, ужасные сцены первой войны, сопровождавшейся истреблением целых племён, убийств матерями грудных младенцев, накладываются на не менее жестокие сцены войны второй, «отвоевания» алжирцами своей земли. Наряду с голосом главной героини романа, сомневающейся в своей идентичности и ощущающей чуждость соплеменницам, в книге звучат голоса многих алжирских женщин, «хор бессловесных рабынь, прорвавший плотный мрак молчания». Совмещая временные и пространственные планы, Джебар приходит к выводу, что Алжир заплатил страшную цену за наступление Нового времени, сопровождавшегося и новым пониманием свободы, пробуждением самосознания нации и стремления покончить с любым рабством — как внешним, так и внутренним гнётом традиций. По словам российского литературоведа Светланы Прожогиной, «оба повествования посвящены общей теме пробуждения и возмужания человека, народа, нации, страны, духовного прорыва из плена, из несвободы и рабства к прозрению, обретению собственного „я“, собственного голоса, права на собственную жизнь…» 
В цикле новелл «Оран, мёртвый язык» (1997) Джебар обращается к годам, последовавшим за получением независимости Алжира, и показывает, как исламские фанатики искореняли любые намёки на женскую эмансипацию: все те женщины, кто получили европейское образование, или даже просто осмеливавшиеся встречаться в кафе с мужчиной, особенно часто становились жертвами в годы фундаменталистского «террора».
Героинями романа «Непогребённая» (2002) становятся убитая французами партизанка, а затем её дочь, решающая и в дальнейшем бороться за Свободу.
Ассия Джебар умерла в 2015 году в Париже в возрасте 78 лет.

## Произведения

### Романы
- La Soif, 1957 («Жажда», рус. пер. С. Прожогиной, 1990)
- Les Impatients, 1958 («Нетерпеливые», рус. пер. В. Орлова, 1990)
- Les Enfamts du Nouveau Monde, 1962
- Les Alouettes naïves, 1967
- Poème pour une algérie heureuse, 1969
- Rouge l’aube
- L’Amour, la fantasia, 1985 («Любовь и фантазия», рус. пер. Н. Световидовой, 1990; включён в список ста лучших африканских книг XX века)
- Ombre sultane, 1987
- Loin de Médine, 1991
- Vaste est la prison, 1995
- Le blanc de l’Algérie, 1996
- Femmes d’Alger dans leur appartement, 2002
- La femme sans sépulture, 2002
- La Disparition de la langue française, 2003
- Nulle part dans la maison de mon père, 2007

### Фильмы
- La nouba des femmes du Mont Chenoua. 1977
- La Zerda ou les chants de l’oubli, 1979

### Издания на русском языке
- Джебар А. Избранное. / Сост. и пред. С. Прожогиной. М.: Радуга, 1990. 523 с. ISBN 5-05-002502-8 (включает романы «Жажда», «Нетерпеливые», «Любовь и фантазия»)

## Признание
Лауреат Международной Нейштадтской литературной премии (1996), Премии мира немецких книготорговцев (2000) и других наград за достижения в области литературы и кино. Член Французской Академии (2005).